# 广东省潮州卫生学校
广东省潮州卫生学校，简称潮州卫校，是广东省潮州市的一所公办全日制普通中等职业学校，也是潮州市唯一的卫生教育机构，于1958年创办，原名“广东省汕头地区卫生学校”，最早前身为“潮安县中级卫生学校”。学校位于市区东部的桥东街道砚峰路西侧，占地面积148.33亩，于2007年6月8日迁往该址办学。
2005年1月，广东省潮州卫生学校被中华人民共和国教育部批准为“国家级重点中等职业学校”，是目前潮州市唯一一所“国重”中职学校、潮汕地区唯一一所“国重”卫生中职学校；2011年7月，被广东省教育厅认定为“广东省示范性中等职业学校”，成为目前粤东首家“广东省示范性中等职业学校”。

## 历史沿革
- 1958年11月11日，中共潮安县委员会、潮安县人民政府决定创办“潮安县中级卫生学校”，学校筹办工作正式启动，并向社会公开招生。后因形势发展，潮安县委决定改办潮安医学院，并拨款15000元。校址设在潮安城关镇（后称潮州镇，现为潮州市区）凤凰洲（位于韩江下游的一个岛，现属城西街道管辖）。县文教卫生部部长姜善夫兼任院长，也是第一任院长。
- 1959年1月15日，潮安医学院正式成立并举行“潮安医学院中级部”开学典礼。开设医士、护士、助产士、药剂士专业。原潮州市中医学校学生19人转入本院设中医班，学生总人数共136人。
- 1959年3月30日，潮安县委、潮安县文教卫生部决定“潮安医学院”改称为“潮安卫生学校”。
- 1959年5月28日，学校由凤凰洲迁往南堤顶的潮安县人民医院院内。7月4日，学校由南堤顶迁至时钟楼（后在文化大革命中被拆毁，现址为潮州市中心医院）。
- 1963年4月8日，广东省卫生厅批准学校改称“广东省潮安卫生学校”。
- 1968年12月，因毛泽东政府发动文化大革命，学校被迫停办。全校共46名教职工分别调往潮安县教育局、县属医疗单位和五七干校。学校的教学设备、图书资料等由潮安县防疫站代管。
- 1973年8月1日，学校复办，改称为“广东省汕头地区卫生学校”，校址设在南堤顶1号（原爱民医院院址）。开设中医士、妇幼助产士、药剂士、检验士四个专业，学制二年，招收学生210名。
- 1981年5月8日，改名为“广东省汕头卫生学校”，并升格为正处（局）级事业单位。
- 1993年11月13日，因汕头地区一分为三——汕头市、潮州市、揭阳市，学校归属潮州市管理，并改称“广东省潮州卫生学校”，其办学性质、招生对象及范围均不变。1994年3月，学校易名为“广东省潮州卫生学校”，并正式启用新印鉴。
- 2007年6月8日，学校从南堤路1号搬迁到桥东街道砚峰路西侧的新校区，并举行落成典礼[1]。而原南堤路1号校址在后来改建为凤城公园，并在原校址安放“卫校旧址”纪念性景观石[2]。

## 开设专业
护理、药剂、中药、助产、医学检验技术、中医康复保健、农村医学、口腔修复工艺、医学影像技术。

## 领导班子
- 校长、党委书记：张旭伟
- 党委副书记、纪委书记、副处级干部：李华莹
- 副校长、党委委员：曾伟、蔡烯、谢礼坚[3]

## 学校荣誉
- 中华人民共和国教育部“国家级重点中等职业学校”
- “潮州市文明单位”
- 广东省普通中等专业学校“文明校园”[4]